# П'єр-Луїджі Фарнезе
П'єр-Луїджі Фарнезе (італ. Pier Luigi Farnese; 19 листопада 1503 — 10 вересня 1547) — 1-й герцог Парми в 1545—1547 роках.

## Життєпис

### Молоді роки
Походив з римського шляхетського роду Фарнезе. Позашлюбний старший син кардинала Алессандро Фарнезе, і Сільвії Руффіні, римської шляхтянки. народився 1503 року в Римі. Був узаконений разом зі своїм братом Рануччо у 1505 році папою римським Юлієм II. Освіту здобув під орудою гуманіста Бальдасарре Молоссі. З ранньої юності виявив жорстокість та неврівноваженість. Любов до фортифікацій він запозичив у інженерів свого батька.
У 1513 році було укладено договір про заручини з Лодовіко Орсіні, графа Пітільяно, а в 1519 році відбулося їх одруження у Валентано.

### У війську
1520 року разом з братом поступив до венеційського війська. Через декілька років перейшов на службу до імператора Карла V Габсбурга. 1527 року брав участь у захопленні та пограбуванні Риму. Тут він розійшовся з братом Рануччо, який приєднався до папи римського Климента VII в замку Сант-Анджело. після того, як імперські війська залишили Рим П'єр-Луїджі Фарнезе продовжив грабунки навколишньої місцевості, діючи з родинного палацу. За це папа римський наклав на нього інтердикт. Тому він знову приєднався до імператорської армії.
1528 року діяв разом з братом Рануччо та стриєчним братом Галеаццо Фарнезе в Апулії проти французької армії на чолі із маршалом Оде де Лотреком. Відзначився під час оборони Манфредонії, де загинув Рануччо Фарнезе. 1529 року за посередництва батька отримав зняття інтердикту від папи римського. Невдовзі перейшов на службу до Філібера де Шанона, принца Оранського, що очолював імперські війська в Італії. 1530 року брав участь в облозі Флоренції.
За цим звільнився, оселившись в замку Валентано. У наступні роки він присвятив всю свою енергію покращенню володінь родини у верхньому Лаціо, будівництву мережі доріг. 1534 року після обрання його батька папою римським під ім'ям Павло III повернувся до Риму. Невдовзі сина П'єр-Луїджі — Алессандро — було призначено кардиналом. Сам П'єр-Луїджі отримав від імператора щорічну пенсію. За цим відібрав землі в удови свого стриєчного брата Галеаццо Фарнезе.
1537 року призначено гонфалоньєром Церкви з дорученням звільнити узбережжя Лаціо від піратів та Папську область від розбійників. Під час інспекції Марке згвалтував 24-річного місцевого єпископа Козімо Ґері. За кілька місяців єпископ помер начебто від хвороби спричиненої шоком. За іншою версією його отруїв сам П'єр-Луїджі, щоб не просочилася новина про зґвалтування. Водночас отримав спадщину — прадіда Рануччо Фарнезе, сеньйора Монтальто, з правом експорту зерна без сплати податків, феодальні права на Каніно, Градолі, Валентано, Латеру та Марту, обміняв місто Фраскаті на фортецю Кастро і замок Гротте Сан-Лоренцо і, нарешті, купив Бізенціо у єпархії Монтефіасконе.

### Герцог Кастро
1537 року Павло III створив герцогство Кастро (основою була сеньйорія Монтальто і володіння Кастро), яке передав у спадкове панування П'єр-Луїджі. Також отримав міста Непі та Рончільоне. П'єр-Луїджі зобов'язався відремонтувати всі фортеці герцогства, якому він належав. Щоб перетворити Кастро на столицю нової держави, покликав Антоніо да Сангалло Молодшого, якому замовив цитадель, герцогський палац і монетний двір.
У 1538 році його син Оттавіо одружився з Маргаритою, донькою Карла V, зміцнивши таким чином союзу між родиною Фарнезе та Габсбургами. Невдовзі П'єр-Луїджі отримав від імператора маркізат Новара.
У 1543 році відправив позашлюбного сина Гораціо до двору французького короля Франциска I, а в 1545 році інший син, Рануччо, був призначений Павлом III кардиналом.

### Герцог Парми
Втім його амбіції вимагали більшого володіння, тому він став спонукати батька вмовити імператора передати йому Міланське герцогство, але отримав відмову. Тому в серпні 1545 року Павло III провів через консисторію рішення про утворення герцогства Парми. Натомість П'єр-Луїджі вимушений був відмовитися від герцогства Кастро на користь сина Оттавіо та щорічно сплачувати до папської скарбниці 9 тис. ескудо.
23 вересня 1545 року він увійшов у володіння Парми. Негайно намагався здихатися від залежності Папського престолу, пропонуючи імператору Карлу V принести оммаж, втім отримав відмову. Першими заходами, до яких він доклав руку, були: відкриття численних шкіл, де викладалися медицина, право, латинська та грецька літератури; будівництво нових шляхів сполучення для розвитку торгівлі; реформа адміністративної системи за зразком міланської моделі; реформа судової системи. Він дав потужний поштовх розвитку сільського господарства, скасувавши податок на худобу, відремонтувавши сільські дороги, перебудувавши або відновивши мости, покращивши іригацію, розвинув поштову службу.
Наказав усім мешканцям герцогства сплачувати податків, скасувавши невиправдані пільги. Для цього він наказав священникам переписати всіх парафіян від 10 до 70 років: від кожної парафії було обрано по три представники, один багатий, один зі скромним станом і один бідний. Вони мали провести перепис рухомого, нерухомого майна та худоби кожного парафіянина. За допомогою цього методу герцог П'єр-Луїджі Фарнезе дізнався про статки кожного мешканця і міг порівну розділити державні податки. Наказав, що кожен, хто має дохід понад 200 скуді, повинен проживати в місті під страхом втрати майна.
Водночас створив власні війська з 5 рот по 200 піхотинців у кожній та особистої гвардії. Було зведено фортецю в П'яченці за проєктом Доменіко Джаннеллі.
Разом з тим зовнішня ситуація погіршувалася. 1546 року утворилася нова антиіспанська коаліція у складі Папського престолу, Франції, Венеції та Феррари, до якої долучився герцог Парми. 1547 року за підтримки імператора Ферранте Гонзага влаштував змову проти П'єр-Луїджі Фарнезе, якого було вбито. За цим рушив на П'яченцу. Своєю чергою Павло III оголосив сина загиблого — Оттавіо — новим герцогом Парми.

## Особисте життя

### Характер
П'єр-Луїджі Фарнезе швидко став стереотипом найманого солдата: дикого та аморального.

### Сексуальність
Сучасники залишили багато історій про неприборкану сексуальність П'єра Луїджі Фарнезе та його гомосексуальні схильності. Проте особливий резонанс спричинило так зване зґвалтування у Фано. У травні 1537 року П'єр-Луїджі Фарнезе, як щойно призначений гонфалоньєр Церкви, прибув до регіону Марке з дорученням звільнити узбережжя від піратів та Папську область від розбійників. При цьому, він брав силою чи примусом багатьох молодих людей, яких він зустрічав, і які були йому до вподоби. Під час відвідин міста Фано 26 або 27 травня він ймовірно зґвалтував місцевого 24-річного єпископа Козімо Ґері під час офіційної зустрічі. Оскільки єпископ опирався, то П'єр-Луїджі Фарнезе зі своїми спільниками, зв'язали його, та погрожував кинджалами. За кілька місяців єпископ помер начебто від хвороби спричиненої шоком. Сексуальність П'єра Луїджі Фарнезе стала об'єктом частих сатир (італ. «pasquinate»), а поет Нікколо Франко з Беневенто (1515—1570) винайшов дієслово «італ. pierluigiare», що означає «присилуване содомування». Після вбивства Фарнезе у 1547, одна з багатьох сатиричних епіграм так змальовувала його сходження до пекла:
Vis dicam? Ex italis stygias ut venit ad horas, / incoepit natibus Pluto timere suis.
Хочеш, я тобі розповім? Коли з італійських берегів він прибув до тих, хто живе в підземному світі / Плутон почав боятися за свої сідниці...

### Родина
Дружина — Джеролама, донька Людовіко Орсіні, графа Пітільяно. Незважаючи на шлюб без кохання, Джеролама залишалася вірною та відданою дружиною, з гідністю терплячи надмірності, жорстокість та марнотратства П'єра Луїджі.
Діти:
- Алессандро (1520—1589), єпископ Парми і кардинал
- Вітторія (1521—1602), дружина Гвідобальдо II делла Ровере, герцога Урбіно
- Оттавіо (1521—1586), герцог Парми
- Рануччо (1530—1565), кардинал

бастард:
- Гораціо (1532—1553), герцог Кастро